# Adam Drosio
Adam Drosio (ur. ? w Petersburgu, zm. 28 grudnia 1928 w Poznaniu) – polski inżynier budownictwa, szachista i działacz szachowy.
Wykształcenie inżynierskie zdobył w Warszawie, gdzie ukończył studia w Instytucie Politechnicznym. Prawdopodobnie także w Warszawie stawiał pierwsze kroki jako uczestnik turniejów szachowych, brak jest jednak wyników tych startów. Dużo aktywniejszy jako szachista był w Poznaniu, dokąd przeniósł się w 1924. Kontynuował tam także pracę w zawodzie inżyniera, zasłynął m.in. jako budowniczy mostu Bolesława Chrobrego na Warcie.
Należał do Poznańskiego Klubu Szachistów, w 1928 został jego prezesem. Uczestniczył w licznych imprezach organizowanych przez klub, m.in. w 1926 triumfował w mistrzostwach klubowych. W 1926 w pierwszych mistrzostwach Poznania uplasował się na 4. miejscu (wspólnie ze Zbigniewem Millerem). W 1927 został zaproszony do elitarnego turnieju "sześciu" zorganizowanego dla poznańskiej czołówki i również zajął dzielone 4. miejsce. W czerwcu 1927 w czasie meczu Poznańskiego Klubu Szachistów z wrocławskim klubem "Morphy" w kawiarni "Ziemiańska" pokonał Josefa Foerdera, olimpijczyka niemieckiego, późniejszego reprezentanta Izraela (pod nazwiskiem Porath).
Bliski zwycięstwa w mistrzostwach Poznania był w grudniu 1928. Prowadził po dziesięciu rundach, zgromadziwszy 9 punktów, wyprzedzając m.in. Antoniego Wojciechowskiego i Mariana Steifera; w trakcie turnieju niespodziewanie zmarł.